# ويليام نيلسون بيج
ويليام نيلسون بيج (بالإنجليزية: William Nelson Page)‏ هو خبير مالي ومهندس أمريكي، ولد في 6 يناير 1854، وتوفي في 7 مارس 1932.